# Tai Koo (stacja MTR)
Tai Koo (chiński: 太古) – jedna ze stacji MTR, systemu szybkiej kolei w Hongkongu, na Island Line. Została otwarta 31 maja 1985. 
Znajduje się na wyspie Hongkong, obsługując obszar Kornhill i Taikoo Shing, w dzielnicy Eastern.